# Steven Nyman
Steven Nyman (Provo (Utah), 12 februari 1982) is een Amerikaanse alpineskiër. Hij vertegenwoordigde zijn vaderland op de Olympische Winterspelen 2006 in Turijn, op de Olympische Winterspelen 2010 in Vancouver en op de Olympische Winterspelen 2014 in Sotsji.

## Carrière
Bij zijn wereldbekerdebuut, in maart 2002 in Altenmarkt-Zauchensee, scoorde Nyman direct wereldbekerpunten. In januari 2006 behaalde hij in Kitzbühel zijn eerste toptienklassering in een wereldbekerwedstrijd. Op 1 december 2006 stond hij in Beaver Creek voor de eerste maal in zijn carrière op het podium van een wereldbekerwedstrijd, twee weken later boekte Nyman in Val Gardena zijn eerste wereldbekerzege.
Nyman nam in zijn carrière vier keer deel aan de wereldkampioenschappen alpineskiën. Zijn beste resultaat leverde hij met een 4e plaats op de afdaling tijdens de wereldkampioenschappen alpineskiën 2015 in Vail/Beaver Creek.
In zijn loopbaan nam de Amerikaan driemaal deel aan de Olympische Winterspelen. De negentiende plaats op de afdaling van de Olympische Winterspelen 2006 in Turijn was zijn beste resultaat.

## Resultaten

### Olympische Spelen
| Jaar | Plaats    | Resultaten                              |
| ---- | --------- | --------------------------------------- |
| 2006 | Turijn    | 19e Afdaling 29e Combinatie 43e Super-G |
| 2010 | Vancouver | 20e Afdaling                            |
| 2014 | Sotsji    | 27e Afdaling                            |

### Wereldkampioenschappen
| Jaar | Plaats                 | Resultaten                                   |
| ---- | ---------------------- | -------------------------------------------- |
| 2007 | Åre                    | 21e Afdaling 12e Super G 9e Super-combinatie |
| 2011 | Garmisch-Partenkirchen | 13e Afdaling                                 |
| 2013 | Schladming             | 25e Afdaling                                 |
| 2015 | Vail/Beaver Creek      | 4e Afdaling 20e Super G 21e Combinatie       |
| 2019 | Åre                    | 8e Super G 23e Afdaling                      |

### Wereldbeker
Eindklasseringen
| Seizoen   | Algm | AD  | SL  | SG  | SC  |
| --------- | ---- | --- | --- | --- | --- |
| 2001/2002 | 119e | –   | 50e | –   | –   |
| 2005/2006 | 46e  | 24e | –   | 33e | 13e |
| 2006/2007 | 26e  | 10e | –   | 25e | 21e |
| 2007/2008 | 49e  | 19e | –   | 32e | –   |
| 2008/2009 | 78e  | 27e | –   | 46e | –   |
| 2009/2010 | 89e  | 32e | –   | –   | –   |
| 2010/2011 | 90e  | 32e | –   | 52e | –   |
| 2012/2013 | 59e  | 20e | –   | 45e | –   |
| 2013/2014 | 83e  | 35e | –   | 43e | –   |
| 2014/2015 | 26e  | 6e  | –   | 40e | –   |
| 2015/2016 | 20e  | 6e  | –   | 28e | –   |
| 2016/2017 | 61e  | 22e | –   | 36e | –   |
| 2017/2018 | 119e | 41e | –   | -   | –   |
| 2018/2019 | 46e  | 16e | –   | 27e | –   |
| 2019/2020 | 55e  | 20e | -   | 26e | -   |

Wereldbekerzeges
| Datum            | Plaats      | Onderdeel |
| ---------------- | ----------- | --------- |
| 16 december 2006 | Val Gardena | Afdaling  |
| 15 december 2012 | Val Gardena | Afdaling  |
| 19 december 2014 | Val Gardena | Afdaling  |